# Municipio de Center (condado de Union)
El municipio de Center (en inglés: Center Township) es un municipio ubicado en el condado de Union en el estado estadounidense de Indiana. En el año 2010 tenía una población de 3048 habitantes y una densidad poblacional de 42,02 personas por km².

## Geografía
El municipio de Center se encuentra ubicado en las coordenadas 39°36′56″N 84°52′33″O / 39.61556, -84.87583. Según la Oficina del Censo de los Estados Unidos, el municipio tiene una superficie total de 72.53 km², de la cual 72.33 km² corresponden a tierra firme y (0.28%) 0.2 km² es agua.

## Demografía
Según el censo de 2010, había 3048 personas residiendo en el municipio de Center. La densidad de población era de 42,02 hab./km². De los 3048 habitantes, el municipio de Center estaba compuesto por el 96.88% blancos, el 0.72% eran afroamericanos, el 0.26% eran amerindios, el 0.3% eran asiáticos, el 0.13% eran isleños del Pacífico, el 0.62% eran de otras razas y el 1.08% pertenecían a dos o más razas. Del total de la población el 1.38% eran hispanos o latinos de cualquier raza.